# 芬德克勒

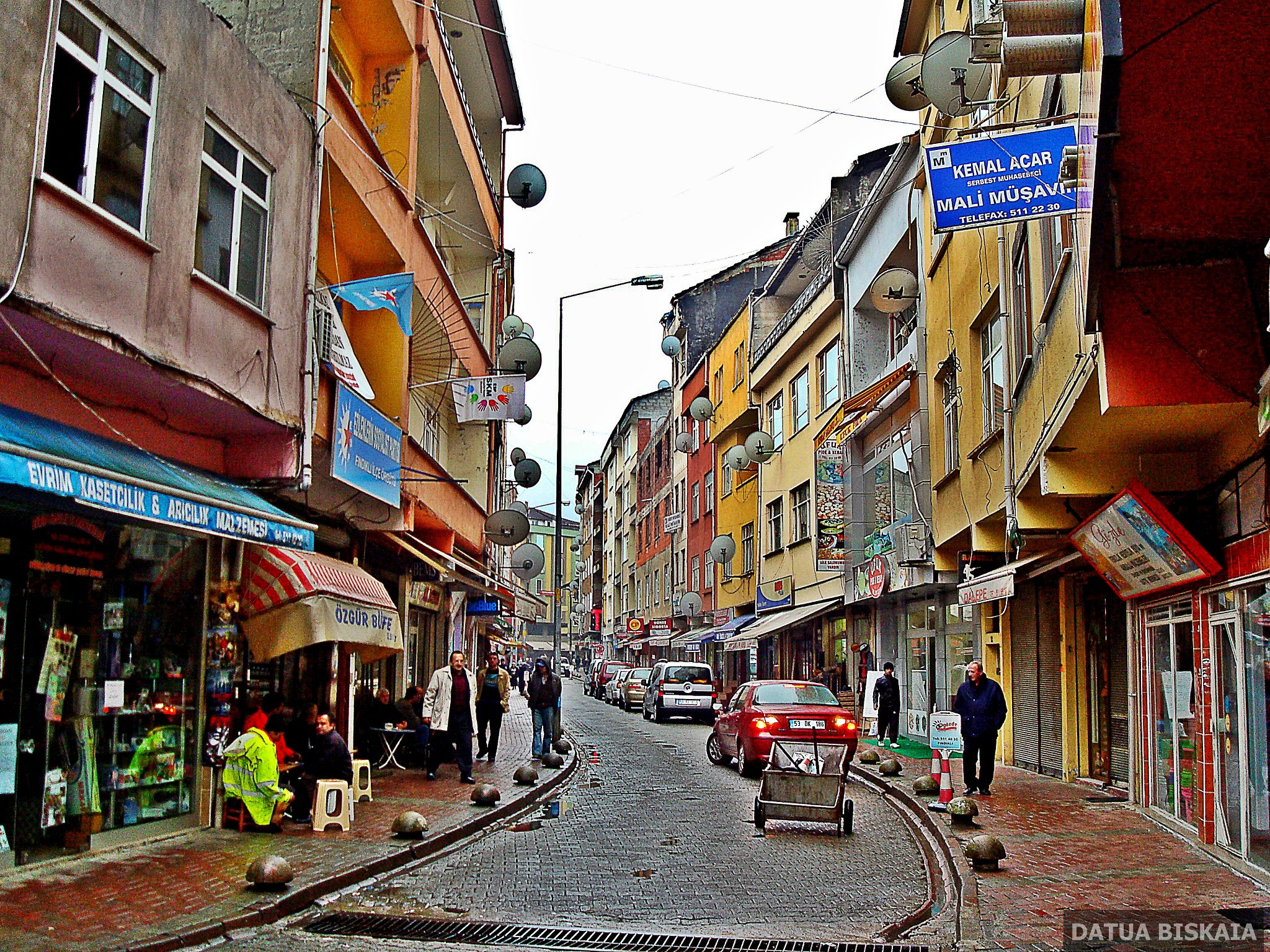
A street in Fındıklı

芬德克勒是土耳其的城鎮，由里澤省負責管轄，位於該國東北部黑海畔，面積409平方公里，每年平均降雨量約2,500毫米，主要經濟活動有農業和畜牧業，2011年人口9,843。

## 外部連結
- District governor's official website （页面存档备份，存于） （土耳其文）

41°08′N 41°01′E / 41.133°N 41.017°E